# Трансвааль (колония)
Трансва́аль (африк. Transvaal — дословно «за Ваалем») — название, использовавшееся для обозначения региона Южной Африки в период прямого британского владычества и военной оккупации, длившийся между роспуском ЮАР, случившимся в результате Второй англо-бурской войны, и созданием Южно-Африканского Союза в 1910 году. Территория Трансваальской колонии была больше, чем у существовавшей с 1856 по 1902 ЮАР. В 1910 году вся территория колонии стала провинцией Трансвааль Южно-Африканского Союза.

## История
Южно-Африканская Республика (ЮАР) и Оранжевое Свободное Государство потерпели поражение во Второй англо-бурской войне и вынуждены были капитулировать перед Великобританией. Феринихингский мирный договор, положивший конец войне, содержал следующие требования:
1. Все бюргеры ЮАР и Оранжевого Свободного Государства сложат оружие и признают короля Эдуарда VII своим законным правителем.
2. Все бюргеры, находящиеся за пределами границ ЮАР и Оранжевого Свободного государства и заявившие о своей верности королю, будут возвращены на места своего жительства.
3. Все сдавшиеся бюргеры не будут лишены своего имущества.
4. Бюргеры не подвергнутся ни административному, ни уголовному преследованию за участие в боевых действиях, исключая деяния, противоречащие военной этике. В подобных случаях должен быть проведён немедленный военный суд.
5. Высокий голландский язык будет преподаваться в школах, использование голландского языка будет разрешено в судах.
6. Владение винтовками будет разрешено при наличии лицензии.
7. В кратчайшие сроки на смену военной администрации придут представительные институты, ведущие к созданию самоуправления.
8. Вопрос о предоставлении независимости аборигенам не будет обсуждаться до окончания установления самоуправления.
9. Не будет введён никакой налог, созданный ради компенсации затрат на ведение боевых действий.
10. Будут созданы разного рода комиссии, ставящие под собой цель рассмотреть и удовлетворить обоснованные требования, связанные с военными расходами и выплатой облигаций, изданных ЮАР и Оранжевым свободным государством во время войны. Комиссия также будет содержать бездомных и оказывать помощь в восстановлении жилищ, пострадавших в ходе боевых действий. С этой целью корона согласится на выделение не требующего возмещения гранта в размере 3 000 000 фунтов стерлингов, а также на беспроцентные займы на два года, которые будут погашаться под 3 % в последующие годы.

После подписания в 1902 г. Феринихингского мирного договора новая трансваальская колония столкнулась со связанными между собой экономическими и политическими проблемами, которые необходимо было решить. Экономические проблемы, с которыми столкнулись буры, включали в себя восстановление горнодобывающей промышленности до довоенного уровня, а затем её дальнейшее наращивание с привлечением дополнительной рабочей силы, восстановление буров на их землях и увеличение сельскохозяйственного производства этих ферм. Выделение политических же проблем зависело от политических взглядов выделяющего. Британская колониальная администрация под руководством Альфреда Милнера пыталась англифицировать население двумя способами: за счёт увеличения английского населения Трансвааля и преподавания бурским детям английского языка с минимальным привлечением для этого голландского. Политические же цели трансваальских буров заключались в восстановлении самоуправления в колонии и политического устройства, в котором буры заняли бы главенствующую позицию.

## Репатриация и восстановление
Когда война закончилась, англичане столкнулись с большим количеством пленных бурских мужчин и их семей в концентрационных лагерях:269. Из-за того, что британцы применяли тактику выжженной земли в Трансваале, угодья и фермы буров были уничтожены:266.
По окончании войны, было необходимо восстановить «правительство» для новой колонии. Восстановление было начато с назначения магистрата-резидента (затем — окружного комиссара) в каждом округе колонии, а помощник магистрата выполнял юридические и магистерские обязанности в области:88. Римско-голландское право было переведено на английский язык, чтобы суды могли продолжать свою деятельность, с некоторыми отменёнными старыми актами и значительным количеством нового закона, обнародованного властями в Йоханнесбурге:89.
Затем магистрат-резидент представлял имена трёх членов округа губернатору для окружной комиссии при магистрате:88. Список должен был состоять из одного британского подданного и двух буров: одного из тех, кто сдался в начале войны, и одного, кто сражался до конца:90. Комиссия обязана была выполнять две функции: 1) Обеспечивать помощь и выдачу пайков, оборудования, транспортных средств и пахотных животных пострадавшим от войны; 2) Расследовать претензии о компенсации за фактический ущерб, нанесённый во время войны:90.
В районах были созданы репатриационные склады, в которых находились продукты питания, семена, сельскохозяйственное оборудование, транспорт, пахотные животные, камень и строительные материалы:90. Сеть железнодорожных перевозок изо всех сил пыталась удовлетворять потребности армейских перевозок для поддержания гарнизона и обеспечения гражданских нужд для восстановления колонии:89. Все корма для транспортных животных должны были доставляться на склады, поскольку процесс начался зимой 1902 года:89. Беженцы из концентрационных лагерей и военнопленные были возвращены в свои районы в системе Черновики:88. На складах они получали сельскохозяйственное оборудование, палатки и пайки, чтобы начать все сначала и добраться к месту назначения:88. Продовольственные пайки выдавались в течение почти одного года:88. Семьи могли получать маркерный грант независимо от их способности вернуть его, а необходимые дополнительные материалы и оборудование были получены через беспроцентные кредиты с выдачей небольших наличных сумм, при более крупных кредитах, действовала 4-процентная ипотека:90. Однако кредитная схема никак не могла компенсировать человеку фактическую потерю, понесенную войной:90. Величина ущерба и объём восстановительных работ варьировались от района к району:91.
В крупных городах управляющие функции осуществляли муниципалитеты или органы здравоохранения под руководством местного магистрата:95. Их власть была ограничена, и единственные налоги, которые они могли взимать, шли на обеспечение для санитарных функций:95. В течение пятнадцати месяцев после окончания войны, введение муниципального управления было начато с подготовки к честным выборам на основе оценки имущества и создания списков избирателей с порядком регистрации, изложенном на английском и голландском языках:95.

### Экономические проблемы
Британская административная власть намеревалась вернуть большинство бурских фермеров обратно на свои земли к марту 1903 года, потратив 19 миллионов фунтов на возмещение ущерба, нанесенного войной, а также на гранты и займы:266. Власти реформировали государственные сельскохозяйственные департаменты, чтобы модернизировать фермерское хозяйство в колонии, в результате чего к 1908 году кукурузы и говядины было в избытке:271. Они также пытались решить проблему бедных из белого населения, поселив их в качестве арендаторов на государственной земле, но из-за нехватки капитала и рабочей силы схема потерпела неудачу:269. Затем была предпринята попытка разместить английских поселенцев на сельхозугодьях, чтобы усилить британскую часть Трансвааля и увеличить англоязычное население, но это тоже не удалось, поскольку такая политика привлекла слишком мало поселенцев:269.
К концу 1901 года добыча золота, наконец, возобновилась на Ранде в окрестностях Йоханнесбурга, которая практически прекратилась с 1899 года. При поддержке горнодобывающих магнатов и британских администраторов возникла необходимость перезапустить отрасль, но потребовалась рабочая сила. Непосредственно перед войной заработная плата белых шахтеров была высокой и магнаты не стремились увеличить её, а заработная плата чёрных шахтеров была снижена до войны и не поднималась, поэтому чёрное население не было заинтересовано работой на шахтах:267. Заработная плата неквалифицированных белых рабочих была бы слишком высока для проделанной работы, поэтому горнодобывающие магнаты и их Горная палата в 1903 году искали альтернативу в виде дешевых китайских рабочих:267. Закон об импорте китайской рабочей силы был введен в Законодательный совет Трансвааля 28 декабря 1903 года Джорджем Фарраром и обсуждался в течение 30 часов, и после его трех чтений 30 декабря 1903 года, был успешно принят и вступил в силу в феврале 1904 года:36. Будучи утвержденным британской властью и назначенным Законодательным советом Трансвааля британским министром, он изложил чрезвычайно ограничительные трудовые договоры для китайских рабочих, и эта идея была продвигалась в рамках кампании устрашения, направленной на белых шахтеров, опасавшихся потери рабочих мест:267. К 1906 году золотые рудники Витватерсранда работали в полном объёме, и к 1907 году южноафриканские золотые рудники составляли 32 % от мировой добычи золота:268. К 1910 году китайская рабочая сила на Витватерсранде постепенно прекратила свою деятельность, и для черных шахтёров было распространено ограничительное законодательство о резервировании рабочих мест, запрещающее китайским шахтерам выполнять определённую работу:268.

### Политические вопросы
С конца войны в 1902 году политическое управление колонией Трансвааль контролировалось членами законодательного и исполнительного совета, все из которых были назначены британской администрацией при Альфреде Милнере и колониальным секретарем в Лондоне:269. В 1903 году три места в Законодательном совете Трансвааля были предложены Луи Боте, Яну Смэтсу и Коосу де ла Рей, но они отказали англичанам:269. По мнению бурских генералов британские власти законами о китайских рабочих, серьёзно ограничивали местное бурское самоуправление, что подтолкнуло Луи Боте и других бурских лидеров к созданию в 1904 году Народного конгресса:270. Образование Народного конгресса породило объединение бурского политического движения в Трансваале в новую партию под названием «Хет Волк» в январе 1905 года, под руководством Луи Бота и Яна Смэтса:270. Целью этой новой партии было стремление к примирению с Великобританией, которое поддерживала британская оппозиционная Либеральная партия, и расширение бурского самоуправление для Трансвааля:270.
Английские политические движения включали в себя Ассоциацию ответственного правительства Трансвааля, Ассоциацию прогрессивного Трансвааля и трудовые группы при Промышленной рабочей партии:270. Ассоциация ответственного правительства Трансвааля была образована в конце 1904 г. Е. П. Соломоном и состояла из свободных собраний бывших должностных лиц колоний и САР, алмазодобывающих магнаты, рабочих и бизнесменов:167. Они призвали колонию расширить свою собственную политику и стремиться к самоуправлению, и партия в конечном итоге будет переименована в националистов:168. Трансваальская прогрессивная ассоциация, созданная в ноябре 1904 года и действующая с февраля 1905 года, имела аналогичное членство, но была связана с горнодобывающей промышленностью, выступающей против самоуправления, и предпочитала законодательный орган, назначенный Верховным комиссаром, с прочными связями с Великобританией:168. Их возглавляли Джордж Фаррар и Перси Фицпатрик:168.
Про-бурская либеральная партия Британии пришла к власти в январе 1906 года с новой политикой в отношении двух бывших бурских колоний, одной из форм самоуправления:270. Ян Смэтс посетил Лондон и сумел убедить новое правительство сформулировать систему, которая будет благоприятствовать бурам и «хет-волкам» в новом политическом собрании:270. Более чем через год, в феврале 1907 года, были проведены выборы, на которых «Хет-Волк» баллотировался по двум вопросам: для увеличения количества рабочих мест китайский труд должен быть прекращен; примирение с Великобританией, которое могло бы привлечь голоса английских рабочих, а также подавало себя как альтернативу горной капиталистической Прогрессивной партии:270.

## Выборы 1907 года
20 февраля 1907 года состоялись выборы, победу на которых одержала партия «Хет Волк», получившая 37 из 69 мест:173. Она выдвинула 43 кандидата и сразу получила 34 места, из них: три места в Претории и четыре на Витватерсранде плюс три независимых места, позже присоединившимися к партии, все остальные места получил Барбертон:173. Прогрессивная партия выдвинула 34 кандидата и получила 21 место, двадцать из которых на Витватерсранде и одно в Претории с пятью выигрышными местами Рэндлордов:174. Националисты (бывшая Ассоциация ответственного правительства Трансвааля) получили 6 мест: 4 на Витватерсранде и 2 в Претории, но их лидер Ричард Соломон не смог попасть в число избранных кандидатов:174. Лейбористская партия получила три места в Витватерсранде (из 14 выдвинутых кандидатов), и их лидер Фредерик Кресуэлл также не смог получить место:174.
Луис Бота стал премьер-министром Трансвааля и министром сельского хозяйства, а Ян Смэтс стал его колониальным секретарем:270. Среди других новых министров кабинета были: Дж. Де Вилльерс, генеральный прокурор, Генри Чарльз Халл, казначей, Иоганн Риссик Лэнд и др.:174. «Прогрессивистов» в оппозиции будут возглавляли Джордж Фаррар и Эйб Бейли:174. Первое собрание парламента состоялось в марте 1907 года. После выборов 1907 года проблема китайского труда шахтеров была вновь рассмотрена, и правящая партия сделала заключение, что рабочих рук в виде темнокожых и белых шахтеров было достаточно:174–5. Принимая во внимание экономические интересы Трансвааля, Бота обеспечил постепенную политику репатриации китайского труда:174–5.
К 1908 году буры одержали победу на выборах, установив контроль над колониями Оранжевой реки, Наталь и Трансвааль, но под верховным управлением Великобритании, и теперь им было необходимо объединить страну под одним правительством:270.

## Прогрессия до Союза
В мае 1908 года Ян Смэтс, секретарь колонии Трансвааля, предложил собраться представителям всех четырёх колоний и принять решение по таможенному и железнодорожному соглашению, а также включил предложение о назначении колониями делегатов для обсуждения конституции объединённой страны в форме Национальной Конвенции. Цель конвенции состояла в том, чтобы найти решение политических, расовых и экономических проблем, с которыми сталкиваются эти колонии, и найти общий язык между бурами и англичанами:271. 12 октября 1908 года 30 белых делегатов из четырёх колоний встретились в Дурбане под председательством сэра Генри де Вильерса:271. 12 делегатов прибыли из Капской колонии, 8 из Трансвааля и по 5 из колоний Оранжевой реки и Наталя. 16 членов собрания были английского происхождения, а остальные 14 — бурского происхождения:271.
Основные обсуждаемые вопросы заключались в том, станут ли четыре колонии страной, состоящей из союза или федерации. Кому будет разрешено голосовать и сколько избирателей составят избирательный округ в сельской и городской местности. Все три цели были в конечном итоге согласованы с Южной Африкой, чтобы стать профсоюзом, что было желанием как либерального британского правительства, так и Яна Смэтса:271. Что касается вопроса о правах чернокожего населения, британское правительство было готово принять окончательные пожелания Национального собрания:271. Колонии Оранжевой реки, Трансвааль и Наталь не хотели предоставлять права чёрным, в то время как Капская колония хотела сохранить то ограниченное право, которое имели в ней все «цветные».:271. Был достигнут компромисс: все пожелания колоний, касающиеся их расовой принадлежности для предоставления избирательных прав, приняты, хотя и подлежали отмене большинством в 2/3 голосов в обеих палатах парламента:271. Что касается цели сельских и городских округов, было решено разрешить на 15 % меньше избирателей в сельской местности, в то время как городская местность будет иметь на 15 % больше избирателей:271. Эта система избирательных округов обеспечит доминирование африканеров в политике в течение многих лет. Это стало одной из причин, по которым Ян Смэтс проиграл выборы 1948, к власти пришёл лидер националистов Даниэль Малан, начавший политику апартеида:370. Результатом переговоров в рамках Конвенции стал проект Южно-Африканского закона, который был выдвинут на рассмотрение 9 февраля 1909 года:281. К 19 августа 1909 года Закон об Африке прошел через палату общин и вступил в силу:284.
Что касается вопроса о правах чернокожего населения, взгляды британцев и буров были схожи с теми, о которых Альфред Милнер упомянул в своей речи в 1903 году: он верил в превосходство белых, думал, что чёрный человек не готов править, и аналогичным образом убедил секретаря колонии Джозефа Чемберлена разрешить будущему объединённому белому правительству решить вопрос о правах и свободах чёрных:266.